# Ligne de faille des Highlands

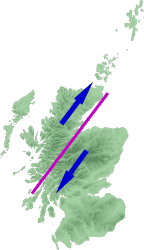
La ligne de faille des Highlands (Highland boundary).

La ligne de faille des Highlands traverse l'Écosse de l'île d'Arran à Stonehaven et la sépare en deux régions physiquement différentes : les Highlands et les Lowlands.

## Processus géologique
Au tertiaire, le soulèvement vigoureux de la chaîne calédonienne dans le Nord des îles britanniques, amplifié par le rebond post-glaciaire, s'est accompagné de cassures issues du rejeu de failles dévoniennes.